# Gray (Francesco Falconi)
Gray è un romanzo di Francesco Falconi, pubblicato il 29 aprile 2014 da Mondadori Editore.
Il romanzo prende spunto e omaggia il classico di Oscar Wilde, Il ritratto di Dorian Gray, sebbene sia ambientato a Roma ai giorni nostri. L'autore, nella postfazione, evidenzia come il romanzo non sia una riscrittura dell'opera di Wilde, ma una reinvenzione che interpreta l'estetica traslandola dal decadentismo all'età contemporanea. I personaggi sono quindi una sorta di doppelgänger, benché la loro storia sia del tutto originale.

## Trama
Agli inizi del '900, Dorian si trova a Place du Tetre, a Parigi, con il suo tutore Henry, mentre un pittore sta dipingendo un suo ritratto. Poco più tardi, nel cimitero di Père-Lachaise, davanti alla tomba di Oscar Wilde, Henry gli fa notare quanto sia perfetto il suo volto nel ritratto. Dorian afferma che venderebbe l'anima al diavolo pur di essere così bello per sempre. Così Dorian viene maledetto a un'eterna giovinezza.
Ai giorni nostri, Layla Vanni è una ragazza introversa e complessata, benché abbia un aspetto del tutto ordinario è convinta di essere orribile, un'ossessione che sfocia nella dismorfofobia. Suo fratello Giacomo, perito informatico e appassionato di fotografia, cerca in ogni modo di aiutarla.  Layla frequenta il terzo anno all'Università della Sapienza, indirizzo tecnologie per la conservazione e il restauro dei beni culturali, assieme all'amica d'infanzia Aurora Ferrari. Ultimamente il loro rapporto di amicizia si è incrinato, forse a causa della diversità dei loro caratteri che si è accentuata negli ultimi anni. Aurora è spigliata e affascinante, Layla è diventata pian piano la sua ombra.
Nel frattempo, a Firenze, Doriano Grisoni si sveglia in un letto di una casa sconosciuta. Si alza, si veste e prende una busta piena di soldi lasciata sul comodino. Prima di andare via lancia un ultimo sguardo alla cliente ancora addormentata. È una donna sulla cinquantina, una bellezza sfiorita. Il pomeriggio si ritrova con il suo socio d'affari, Enrico Voltolini, un uomo di circa quaranta anni, per discutere in merito alle nuove aperture della loro catena di night clubs, Eternity. I due intavolano una discussione accesa su quello che Enrico definisce il “vizio malato” Dorian. Dorian gli spiega che si diverte che le sue amanti paghino per godere della sua bellezza.
Dorian gli ricorda il favore che gli deve da tempo: ritrovare Basilio Salone, il pittore di Venezia, per il quale posò qualche anno prima durante la stessa festa in cui conobbe Enrico. Quest'ultimo gli dice di averlo infine trovato: si è trasferito a Roma, adesso è assistente universitario. A Roma Layla parla con l'assistente universitario Basilio Salone sul tema scelto per la tesi del triennio. Tra gli appunti Layla ha anche il disegno del Prince Charming, che da anni Layla dipinge. Quando Basilio lo vede, rimane senza parole. È identico a una persona che ha conosciuto qualche anno prima.
La sera, Basilio torna a casa. Ad aspettarlo c'è Dorian, il quale gli comunica che per qualche mese si trasferirà a Roma per seguire meglio le sue attività. Dorian è convinto che se riuscirà a provare qualcosa per Basilio potrà liberarsi per sempre dell'Anima Nera, la maledizione che lo costringe all'eterna giovinezza. Così passa la notte con lui. Il giorno dopo, tuttavia, i tatuaggi riaffiorano.
È l'8 marzo. Aurora invita Layla a uscire con lei per festeggiare la festa delle donne. Dapprincipio Layla rifiuta, ma in seguito cede alle insistenze dell'amica. Non si aspetta però che la festa sia in un night club per sole donne, con in programma uno spettacolo di strip tease. Qui Layla conosce Dorian, il quale la contatta il giorno dopo su Facebook. I due iniziano a uscire e a conoscersi e scoprire il cuore di Roma. Dopo la prima notte d'amore, con stupore Dorian nota che Layla è vergine. Layla nel frattempo nota qualcosa di sconvolgente: il ritratto del ragazzo dipinto sta cambiando, trasformandosi in un mostro. Teme di nuovo di impazzire e di cedere alle sue fobie.
Dorian si convince che Layla possa spezzare la maledizione. Forse lei è la ragazza giusta che potrà fargli capire cosa è l'amore. La sera ha però uno scontro con Basilio, ubriaco e sconvolto per essere stato usato e poi rifiutato da Dorian. I due litigano, Basilio ha un incidente e muore. Dorian fugge via, e quando si trova di fronte allo specchio vede di nuovo l'Anima Nera, impresso nella sua carne tramite i tatuaggi. Perde nuovamente la speranza che Layla lo possa liberare dalla maledizione e decide di andare via da Roma. La sua è stata solo una stupida illusione, la sua vita è condannata per sempre. Nel frattempo si scopre che Enrico è il padre di Layla.
Layla ritrova Dorian al cimitero del Verano, dopo il funerale di Basilio, mentre lascia un mazzo di fiori su una tomba. Dopo che se ne è andato, Layla legge un nome impresso sulla lapide: Sybil Vane, 1944-1965. Vuole scoprire la verità e si convince che Sybil sia una parente di Dorian e che la sua perdita sia la causa del dolore di Dorian e del suo atteggiamento così contraddittorio e irrequieto.
Quando Layla lo raggiunge a casa, scopre Dorian e Aurora a letto insieme. Layla fugge sconvolta e, tornata a casa, tenta il suicidio. Dopo alcuni mesi, Layla si è trasferita a Siena. Ha deciso di dimenticare per sempre Dorian e terminare l'università. Dorian sale sulla Torre del Mangia, minacciando di gettarsi di sotto. Così le racconta tutta la sua storia, Layla rimane allibita e incredula, persino quando Dorian le dimostra di essere nato nel 1940. Interviene la polizia, Dorian viene salvato. Tuttavia il giorno dopo Dorian scompare.
Il libro termina con la scena di Giacomo, che cova nell'anima un'ossessione morbosa per la sorella. Per un istante sul suo corpo vede comparire degli strani tatuaggi muoversi come serpenti. L'Anima Nera ha trovato una nuova vittima.

## Edizioni
- Francesco Falconi, Gray, Arnoldo Mondadori Editore, 2014,  pp. 372, ISBN 978-8804639671.